# 陳佩茜
陳佩茜（英語：Chen Pei-Hsi，1964年—1987年9月9日），香港女演员。

## 生平
香港演员，中印混血。在念小学之前都是没有中文名字的，陈佩茜这个中文名还是她的小学老师给起的。
之后在1980年左右，其在吃饭的时候刚好被导演发现，随后因此而进入了演艺圈。
虽说最初由于语言等原因，导致其看不懂中文剧本，不过最后还是经过其努力，以及出色的演技而逐渐收到了人们的肯定。
第一个出演的作品是單慧珠执导的作品《忌廉溝鮮奶》之后其第二部参演的作品是张彻执导的电影《五遁忍术》，其因为没有什么武术功底，于是其在电影里饰演了一位在电影中动作表现不多的日本女忍者。
随后其在敬海林执导的《青春1000日》担任主演。
其在邵氏电影公司的时候与演员钱小豪相恋。
后因为其与钱小豪分手，和事业上的受挫导致其开始酗酒，在1987年9月9日凌晨4点25分，位于北角半山云景道的公寓十五楼跳樓身亡，得年23岁。

## 资料来源
1. ↑  . 1982年.
2. ↑  . 1982年.
3. ↑  . 1999年.
4. ↑  李焯桃. . 1990年.
5. ↑  石琪. . 1999年.
6. ↑  .   [2023-11-20]. （原始内容存档于2023-11-20）.

## 外部連結
- 陳佩茜在互联网电影资料库（IMDb）上的資料（英文）
- 陳佩茜在香港影庫上的簡介
- 陳佩茜在豆瓣上的资料（简体中文）